# Abd al-Latif Dayfallah

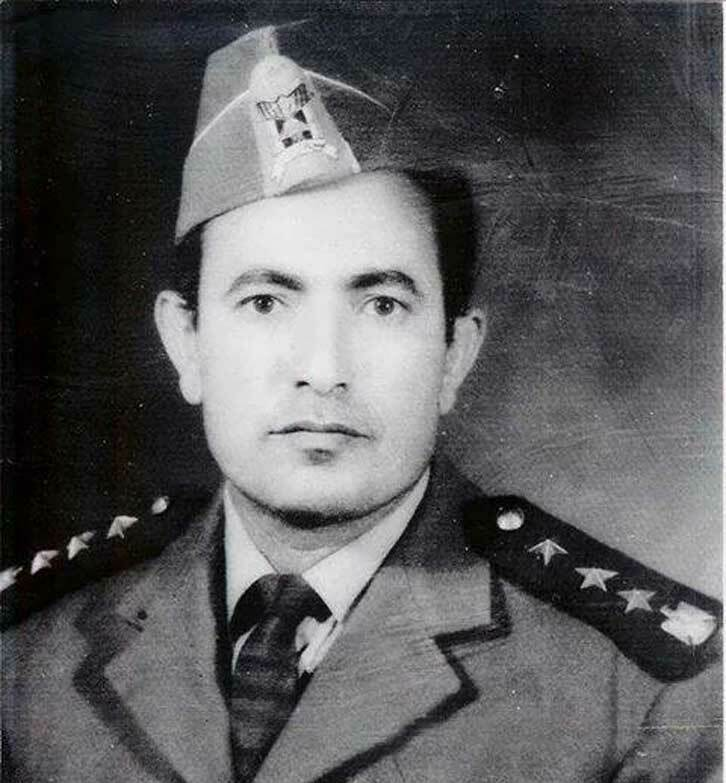
Abd al-Latif Dayfallah (1962)

Abd al-Latif Dayfallah (arabisch عبد اللطيف ضيف الله, DMG ʿAbd al-Laṭīf Ḍayf Allāh, gelegentlich auch Daifallah, Dhaifallah oder Deifulah transkribiert; * 1. Januar 1930 in Harbeth, Gouvernement Ibb, Nordjemen; † 27. März 2019) war ein jemenitischer Militär und Politiker. Im Jahr 1963 war er kurzzeitig der erste Premierminister der neugegründeten Jemenitischen Arabischen Republik (Nordjemen).

## Karriere
Anders als etwa Abdullah as-Sallal oder Hassan al-Amri erhielt Dayfallah seine militärische Ausbildung nicht in Bagdad, sondern 1955 an der Militärakademie in Kairo, wo er mit dem Nasserismus in Kontakt kam. Zum Zeitpunkt des Sturzes der Monarchie im September 1962 war er bereits Ausbilder der jemenitischen Armee. Unter as-Sallal wurde Dayfallah zunächst Innenminister und – nachdem Präsident Sallal das Amt des Regierungschefs von dem des Staatschefs getrennt hatte – am 26. April 1963 erster Präsident des Exekutivrates (Ministerpräsident) der Republik. Zudem war er Mitglied des Armee-Oberkommandos und des Präsidialrats. Nachdem er am 5. Oktober 1963 das Amt des Regierungschefs an Abd ar-Rahman al-Iryani hatte abgeben müssen, war er von 1964 bis 1967 Vizepremier sowie Minister für Gesundheit und Landwirtschaft (ab Mai 1964) bzw. Minister für Öffentliche Arbeiten und Verkehr (ab Juli 1965 bzw. September 1966) oder Gemeindeangelegenheiten und Kommunikation in Kabinetten Hamud al-Dschaifis, Numans, as-Sallals und al-Amris.
Nach dem Sturz as-Sallals (1967) wurde Dayfallah unter al-Iryani bzw. al-Amri 1968 zwischenzeitlich Generalstabschef und stellvertretender Oberbefehlshaber der Armee. Von 1971 bis 1973 war er wieder Kommunikationsminister, 1973 dann wieder Minister für Öffentliche Arbeiten. Nach dem Sturz des Kabinetts Muhsin al-Aini durch pro-saudi-arabische Kreise fungierte Dayfallah vom 16. bis zum 25. Januar 1975 nochmals für einige Tage als Interimspremier, ehe mit Abd al-Aziz Abd al-Ghani schließlich der Kandidat der Saudis mit der Regierungsbildung beauftragt wurde. Auch im neuen Kabinett wurde Dayfallah wieder Kommunikationsminister und 1976 dann sogar kurzzeitig nochmals Vizepremier und Innenminister.